# Miguel de l'Ècole
Michel de l'École, também referido como Miguel de l'Ècole (século XVIII), foi um engenheiro militar francês.

## Biografia
Foi nomeado para dirigir as obras de reestruturação da cidade do Rio de Janeiro, no Brasil. Para esse fim desenhou sete projetos, hoje desaparecidos, o que não permite avaliar se o desenvolvimento do traçado urbano da cidade será da sua autoria.
Chamado ao reino no contexto da Guerra da Restauração da independência (1640-1668), foi nomeado "Mestre de Todas as Obras de Fortificação" no norte de Portugal, vindo a projetar os sistemas de fortificação de cidades como Valença, Monção e Chaves. Foi o precursor da Aula Militar da Escola de Viana, criada em 1701.

## Principais projetos
- Praça-forte de Valença (1643)
- Praça-forte de Monção (1656)
- Forte de São Francisco Xavier do Queijo (Porto, 1661)
- Igreja de São Victor (Braga, 1686)